# سرية غالب بن عبد الله الكلبي الكناني
سرية غالب بن عبد الله الليثي أحد سرايا الرسول , أرسل فيها الصحابي غالب بن عبد الله الليثي إلى بني عوال وبني عبد بن ثعلبة بالميفعة.

## أحداث السرية
بعث الرسول غالب بن عبد الله الليثي في مائة وثلاثين رجلا من الصحابة لبني عوال وبني عبد بن ثعلبة بالميفعة ، ودليلهم يسار مولى الرسول , فهجموا عليهم جميعا ووقعوا في وسط محالهم ، فقتلوا جمعا من أشرافهم واستاقوا نعما وشاء ، ولم يأسروا أحدا , وفي هذه السرية قتل أسامة بن زيد الرجل الذي قال لا إله إلا الله ، وهو مرداس بن نهيك وفي رواية نهيك بن مرداس ، وقال له النبي «هلا شققت عن قلبه أصادق هو أم كاذب» 